# Anisoneura aluco
Anisoneura aluco är en fjärilsart som beskrevs av Fabricius 1775. Anisoneura aluco ingår i släktet Anisoneura och familjen nattflyn. Inga underarter finns listade i Catalogue of Life.